# Rémi Geniet
Rémi Geniet (Montpellier, 1992) is een Frans pianist.
Geniet is afkomstig uit een gezin van amateurmuzikanten en startte op vierjarige leeftijd met pianospelen. Hij studeerde eerst aan het Conservatoire de Montpellier bij Mireille Michaud en Susan Campbell. In 2008 verhuisde hij naar de École Normale de Musique de Paris, waar bij lessen volgde bij Rena Shereshevskaya. Hij studeerde eveneens aan het Conservatoire national supérieur de musique in Parijs, bij Brigitte Engerer. In juni 2010 behaalde hij zijn diploma en in april 2011 legde hij met succes een concertexamen af.
Rémi Geniet volgde masterclasses piano bij onder anderen François-René Duchâble, Giovanni Bellucci, Abdel Rahman El Bacha, Tatyana Pikayzen Gornostayeva en Vera Gornostaeva.
Op 1 juni 2013 won hij de tweede prijs (de Prijs van de Belgische Federale Regering en Prijs Arthur De Greef) ter waarde van 20 000 euro tijdens de Koningin Elisabethwedstrijd voor piano.